# Аироцветные
Аироцветные (лат. Acorales) — по современной классификации APG IV монотипный порядок цветковых растений, включающий единственное семейство Аировые, род Аир и два ботанических вида. Порядок входит в дочернюю кладу Монокоты (однодольные) клады Цветковые растения.

## Классификация
До 1980-х годов Аирные не выделялись не только в отдельный порядок, но и в отдельное семейство, входя в состав семейства Ароидные, или Аронниковые (Araceae) в ранге подсемейства Acoroideae. Из девяти подсемейств Аирные были по ряду признаков наиболее примитивным подсемейством; к ним относили два рода — Аир (Acorus) и Гимностахис (Gymnostachys).
В 1987 году M. H. Grayum выделил род Аир (Acorus) из семейства Ароидные (Araceae); проведённый молекулярный анализ подтвердил обоснованность такого выделения.
В системе классификации Тахтаджяна (1997) порядок Аироцветные (Acorales) входит в состав надпорядка Aranae подкласса Aridae класса Liliopsida.
Согласно системам классификации APG - APG II (2003), APG III (2009) и APG IV (2016) порядок Аироцветные входит в кладу Монокоты и состоит из единственного семейства Acoraceae — Аирные, или Аировые.
В семейство входит единственный род Аир (Acorus), ареал которого — Северное полушарие, в том числе умеренные широты. В состав рода включается 2 ботанических вида, наиболее известный — Аир обыкновенный (Acorus calamus L.)

### Таксономическое положение[2]
- Acorales  Mart., 1835, Consp. Regn. Veg. 6

Порядок Аироцветные (Acorales) включается в дочернюю кладу Монокоты клады Цветковые растения. Кладограмма в соответствии с Системой APG IV:
|  |                          |  |                                   | порядок Аироцветные |  | семейство Аировые |  | род Аир |  | 2 вида |
|  |                          |  |                                   | порядок Аироцветные |  | семейство Аировые |  | род Аир |  | 2 вида |
|  | клада Цветковые растения |  |                                   |                     |  |                   |  |         |  |        |
|  |                          |  |                                   |                     |  |                   |  |         |  |        |
|  |                          |  | ещё 63 порядка цветковых растений |                     |  |                   |  |         |  |        |
|  |                          |  |                                   |                     |  |                   |  |         |  |        |